# Dasychira griseata
Dasychira griseata är en fjärilsart som beskrevs av Rothschild 1915. Dasychira griseata ingår i släktet Dasychira och familjen tofsspinnare. Inga underarter finns listade i Catalogue of Life.